# ماسک اکسیژن

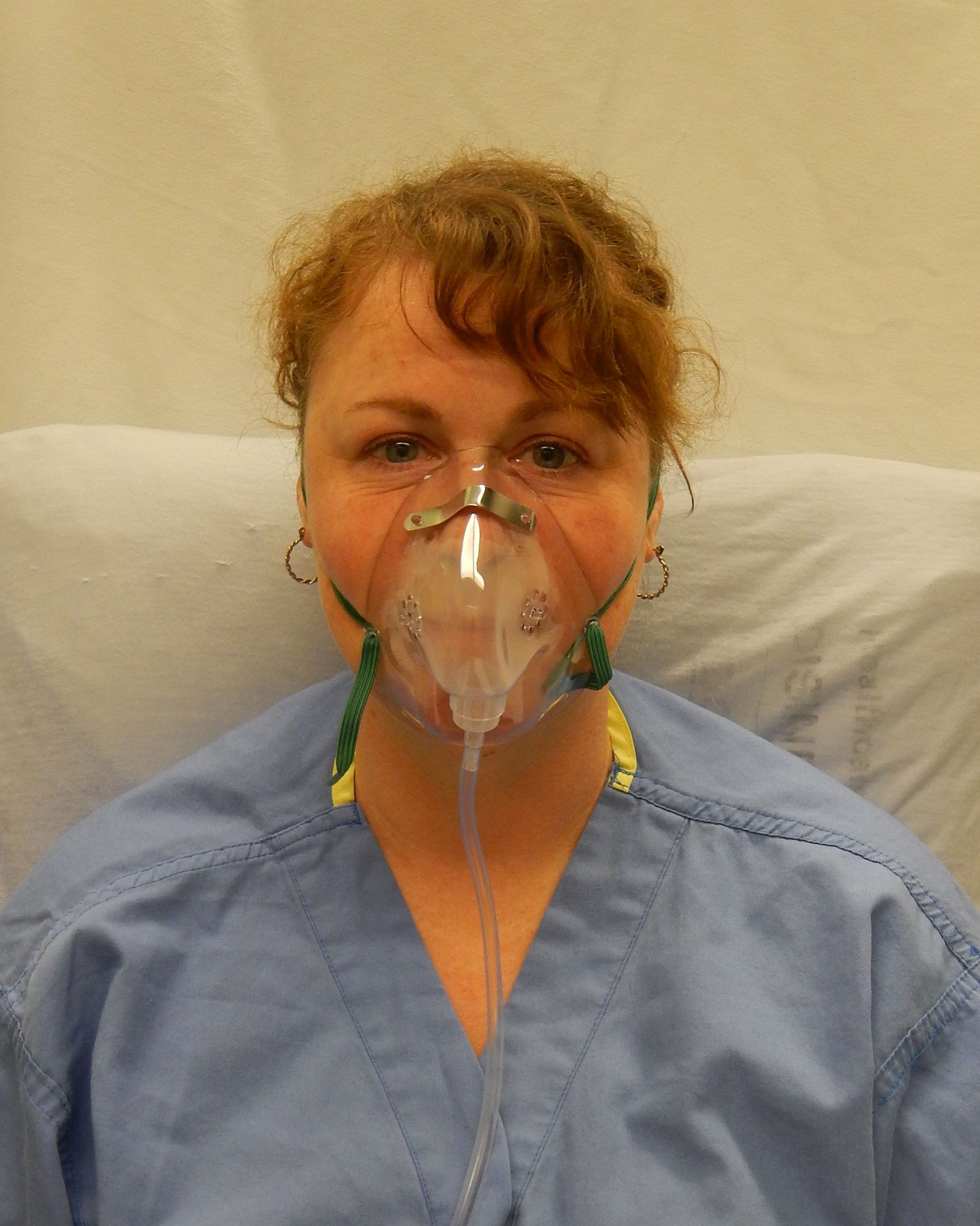
ماسک ساده

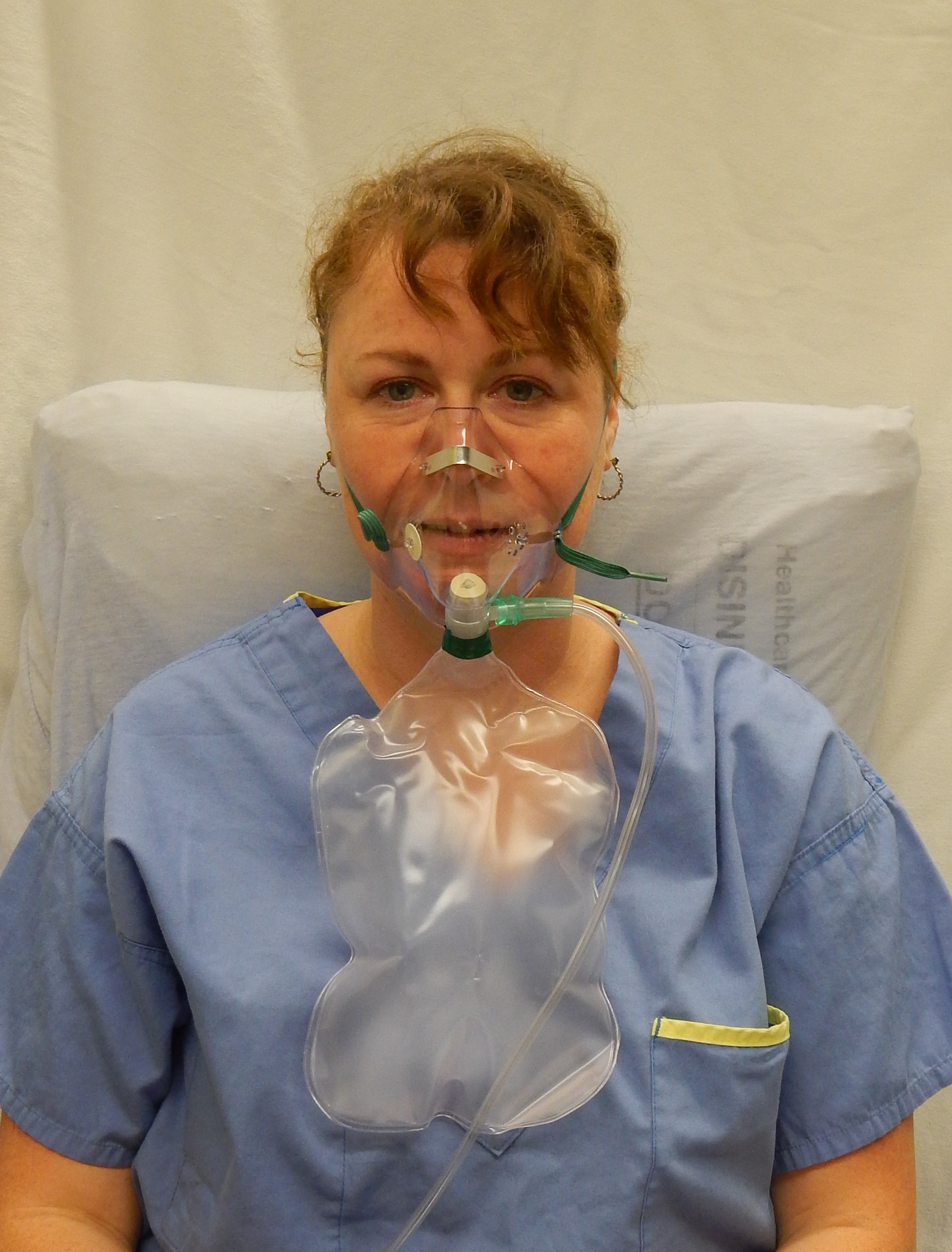
ماسک کیسه‌دار

ماسک اکسیژن ابزاری برای ترافرست گاز اکسیژن تنفسی از مخزن انباره به شش‌ها است. ماسک اکسیژن می‌تواند تنها بینی و دهان را پوشش دهد یا سراسر چهره را بپوشاند. این ماسک‌ها ممکن است از پلاستیک، سیلیکون، کائوچو ساخته شده باشند.

## دستگاه اکسیژن
دستگاه اکسیژن ابزاری برای اکسیژن‌رسانی به کسانی است که دچار کمبود اکسیژن هستند. این افراد بیشتر دچار بیماری‌های قلبی، ریوی یا مسمومیت با گاز شده‌اند.

## گونه‌های ماسک اکسیژن

### ماسک ساده
این ابزار برای رساندن اکسیژن با چگالی کم تا متوسط برای بیمارانی که با دهان تنفس می‌کنند کاراتر از کانوالی بینی است. در استفاده از این ابزار باید به یاد داشت که جریان اکسیژن نباید کمتر از پنج لیتر در دقیقه کمتر باشد، چرا که باعث بازگشتن هوای بازدمی که دارای میزان بالایی از دی اکسید کربن است می‌شود.

### ماسک کیسه‌دار
این ماسک‌ها از کیسه انبارکننده‌ای با دریچه یکسویه بهره می‌گیرند که امکان بازگشت هوای بازدمی به داخل کیسه انباره‌ساز را
نمی‌دهند.

### کانوالی بینی (سوند بینی)
این ابزار اگرچه دیسه ماسک را ندارد اما کارکردهای آن را فراهم می‌کند. از این ابزار برای اکسیژن‌رسانی به بیماران دچار هیپوکسی که به چگالی‌های کم تا متوسط اکسیژن نیاز دارند بهره گرفته می‌شود. میزان جریان اکسیژن تجویز شده به وسیلهٔ کانوالی بینی 1-6 لیتر در دقیقه می‌باشد . اگر میزان اکسیژن تجویز شده به بیش از 6 لیتر در دقیقه افزایش یابد موجب برانگیختگی پرزها و فروخوردن هوا می‌شود.